# Арес I-Х

Емблема місії Арес I-X

Арес I-Х — льотне випробування нової ракети-носія Арес I, що розроблялася НАСА в рамках програми Constellation. Старт ракети відбувся 28 жовтня 2009 року о 15:30 UTC.

## Цілі випробувань
Під час випробувального пуску використано практично напівмакетний зразок РН Ares I, який важко назвати навіть технологічним демонстратором — такі скромні основні цілі та завдання льотного випробування.
Офіційними цілями пуску стали:
- перевірка правильності прийнятих проєктних рішень;
- набір практичного досвіду роботи з новим виробом;
- отримання максимальної інформації про нову РН на ранніх стадіях її життєвого циклу;
- випробування життєво важливих елементів виробу.

Головна мета тесту — збір інформації для розробки нового носія Ares I.
До основних завдань випробувального пуску НАСА віднесло:
- визначення керованості нової ракети на активній ділянці роботи першого ступеня;
- демонстрацію складання та приведення нового носія;
- демонстрацію роботи нової парашутної системи приводнення першого ступеня;
- отримання характеристик керованості носія каналом крену;
- перевірку системи поділу щаблів.

Успішність випробувань оцінювалася такими критеріями:
1. успішне вивезення РН на стартовий комплекс;
2. безпечний догляд ракети зі стартової споруди;
3. траєкторія польоту знаходиться в межах допустимого профілю;
4. отримані дані можуть бути використані для подальшої розробки проєкту.

Принаймні ще одна (і дуже важлива) мета польоту так і не була офіційно названа: НАСА збиралося продемонструвати народу, Конгресу та президенту США, що гроші платників податків витрачаються розумно, а проєкт Constellation, незважаючи на критику та нестачу коштів, просувається вперед.
Також метою польоту була перевірка роботи твердопаливного першого ступеня в компонуванні «single stick» («колода»), створеної на основі ракетних прискорювачів, які використовувалися в програмі «Спейс Шаттл». Варто також відзначити, що даний випробувальний політ — перший після більш ніж 27-річної перерви, коли на м. Канаверал відбувся перший (він же випробувальний) запуск КК Columbia за програмою «Спейс Шаттл»

## Опис
Ракета носій Ares I-X складався з функціонального першого твердопаливного ступеня ракети носія Арес I, що складається з чотирьох сегментів, макета п'ятого сегмента, макета верхнього (другого) ступеня, який був подібний за формою і мав ту ж масу, що і справжній верхній ступінь.
У ході випробувань, при поділі 1 і 2 ступені, стався несанкціонований ривок вперед 1-го ступеня, викликаний, як видно, догоранням відірваних поштовхом фрагментів палива в ньому. 1-й ступінь наздогнав масогабаритний макет 2-го ступеня і протаранив його.
Макет спускного апарата корабля «Оріон» впав в море разом з верхнім ступенем.

## Запуск
Перший випробувальний політ ракети «Арес» планувався на початок 2009 року. Проте терміни цього польоту постійно переносилися протягом усього 2009 року. Запуск планувався на 31 липня, потім на 18 вересня, потім на 27 жовтня.
20 жовтня 2009 року ракета «Арес I-X» була перевезена з будівлі вертикальної збірки на стартовий майданчик 39В. До цього часу майданчик 39В, який служив для запусків кораблів серії шаттл, був переобладнаний для запусків ракет «Арес».
Вікно для старту 27 жовтня було відкрито з 12 до 16 годин за Гринвічем (з 8 до 12:00 річного часом східного узбережжя США). Через несприятливу погоду (низька хмарність і сильний вітер) з 12:00 старт постійно пересувався, аж до скасування старту і перенесення його на наступний день, 28 жовтня. Запуск відбувся (успішно) 28 жовтня, о 17:30 за київським часом — це на кілька годин пізніше запланованого терміну. Причиною затримки стали погані погодні умови.